# Henry Austin (político)
Henry Austin (20 de outubro de 1920 – 15 de maio de 2008) foi um político, diplomata e governante da Índia, líder veterano Congresso Nacional Indiano.
Austin nasceu em 20 de outubro de 1920. Frequentou a escola em Kollam e um colégio jesuíta em Mangalore, Karnataka. Recebeu diploma na Escola de Artes de Thiruvananthapuram, Kerala, e estudou direito também em Thiruvananthapuram.
Austin foi secretário-geral do All India Congress Committee (AICC) em 1971. Representou a Índia em lóbis pró-indianos durante a Guerra de Libertação do Bangladesh. (a Índia apoiou a secessão do Bangladesh em relação ao Paquistão).
Foi eleito para o Parlamento da Índia pelo círculo de Ernakulam Lok Sabha em 1971 e reeleito em 1977. Falhou a reeleição em 1980 devido a uma disputa que dividiu o Partido do Congresso, contra Xavier Arackal, que era apoiante de Indira Gandhi.
Austin também foi ministro no governo do primeiro-ministro da Índia Charan Singh, com a pasta da alimentação. Foi nomeado embaixador em Portugal em 1985.
Austin faleceu em Thiruvananthapuram em 15 de maio de 2008 aos 88 anos.